# Helenoconcha leptalea
Helenoconcha leptalea foi uma espécie de gastrópodes da família Charopidae.
Foi endémica da Santa Helena (território).